# Tocantins (Minas Gerais)
Tocantins is een gemeente in de Braziliaanse deelstaat Minas Gerais. De gemeente telt 16.608 inwoners (schatting 2009).

## Aangrenzende gemeenten
De gemeente grenst aan Dores do Turvo, Piraúba, Rio Pomba en Ubá.